# Liste der Kulturdenkmale in Schwentinental
In der Liste der Kulturdenkmale in Schwentinental sind alle Kulturdenkmale der schleswig-holsteinischen Stadt Schwentinental (Kreis Plön) und ihrer Ortsteile aufgelistet (Stand: 14. April 2025).

## Legende
In den Spalten befinden sich folgende Informationen:
- Objekt-ID: die Nummer des Kulturdenkmales
- Lage: die Adresse des Kulturdenkmales und die geographischen Koordinaten. Kartenansicht, um Koordinaten zu setzen. In der Kartenansicht sind Kulturdenkmale ohne Koordinaten mit einem roten Marker dargestellt und können in der Karte gesetzt werden. Kulturdenkmale ohne Bild sind mit einem blauen Marker gekennzeichnet, Kulturdenkmale mit Bild mit einem grünen Marker.
- Offizielle Bezeichnung: Bezeichnung des Kulturdenkmales
- Beschreibung: die Beschreibung des Kulturdenkmales
- Bild: ein Bild des Kulturdenkmales

## Sachgesamtheiten
| Objekt-ID      | Lage                                                                              | Offizielle Bezeichnung | Beschreibung | Bild                             |
| -------------- | --------------------------------------------------------------------------------- | ---------------------- | --- | -------------------------------- |
| 41094          | Fernsichtweg 30, 30-34, 34 (54° 17′ 19″ N, 10° 14′ 19″ O)                         | „Haus der Kirche“;     | „Haus der Kirche“; 1976, Architekten Hans Jungjohann, Diethelm Hoffmann; eine zentrale Platzfläche einschließende Anlage aus Gemeindehaus und Pastorat - Begründung: geschichtlich, künstlerisch, städtebaulich - Schutzumfang: Pastorat (Fernsichtweg 30), Gemeindehaus (Fernsichtweg 34), zentrale Platzfläche (Fernsichtweg 30-34) | BW                               |
| 41086 Wikidata | Rastorfer Mühle 2, 3, 4, 6, 8, 10, Rastorfer Mühle (54° 17′ 31″ N, 10° 14′ 16″ O) | Rastorfer Mühle        | Rastorfer Mühle; Bestand 2. H. 19./A. 20. Jh.; urspr. als Papiermühle betriebene Anlage an reguliertem und gestautem Teilstück der Schwentine, mit Wehr, Mühlengebäude, ehem. Scheune und verschiedenen Wohngebäuden, 1904 durch den Kieler Ingenieur Bernhard Howaldt mit Errichtung eines Wasserkraftwerkes umgenutzt - Begründung: geschichtlich, künstlerisch, technisch, Kulturlandschaft prägend - Schutzumfang: Schwentine Wehranlage; Mühlengebäude (Rastorfer Mühle 2), sog. Kleine Villa (Rastorfer Mühle 4), ehem. Scheune (Rastorfer Mühle 3), ehem. Kutscherhaus (Rastorfer Mühle 6), Howaldt'sche Villa (Rastorfer Mühle 8); Wasserkraftwerk Schwentine I, Wasserzulauf-Kanal (Rastorfer Mühle 10) | weitere Fotos \| Fotos hochladen |

## Bauliche Anlagen
| Objekt-ID      | Lage                                              | Offizielle Bezeichnung                                         | Beschreibung | Bild            |
| -------------- | ------------------------------------------------- | -------------------------------------------------------------- | --- | --------------- |
| 8951 Wikidata  | An der Schwentine (54° 17′ 17″ N, 10° 14′ 53″ O)  | Wasserkraftwerk Schwentine II                                  | Alteintragung (Aktualisierung vorgesehen) - Begründung: Alteintragung (Aktualisierung vorgesehen) - Schutzumfang: Alteintragung (Aktualisierung vorgesehen) - Denkmaltyp: Bauliche Anlage | Fotos hochladen |
| 3561 Wikidata  | Bahnhofstraße 1 (54° 16′ 58″ N, 10° 14′ 25″ O)    | Fachhallenkate                                                 | Alteintragung (Aktualisierung vorgesehen) - Begründung: Alteintragung (Aktualisierung vorgesehen) - Schutzumfang: Alteintragung (Aktualisierung vorgesehen) - Denkmaltyp: Bauliche Anlage | Fotos hochladen |
| 5043           | Bahnhofstraße 19 (54° 16′ 51″ N, 10° 14′ 37″ O)   | Bahnhof                                                        | Bahnhof Raisdorf; 1866, 1911; dreiteiliger, traufständiger Putzbau in Typenbauweise mit flach geneigten Satteldächern, zweigeschossiger Mitteltrakt von drei Achsen Länge, nach Norden ein Wartesaal-, nach Süden ein Güterhallenanbau, alle mit schlichtem spätklassizistischem Putzdekor - Begründung: geschichtlich, städtebaulich - Schutzumfang: gesamtes Objekt - Denkmaltyp: Bauliche Anlage | BW              |
| 27250          | Birkenstraße (54° 17′ 16″ N, 10° 13′ 49″ O)       | Erdölpumpe                                                     | Erdölpumpe; 1964; Gestängetiefpumpe aus der Herstellung des Eisenwerks Hannover-Wülfel, von 1964 bis 1998 von der DEA Deutsche Erdöl AG zur Erdölförderung im Feld Preetz betrieben - Begründung: geschichtlich, technisch - Schutzumfang: gesamtes Objekt - Denkmaltyp: Bauliche Anlage | BW              |
| 13593          | Dorfstraße 8 (54° 16′ 53″ N, 10° 14′ 16″ O)       | Kate                                                           | ehem. Fachhallenhaus; 1. Hälfte 19. Jh., Umbau um 1900; eingeschossiger Fachwerkbau mit Halbwalmdach, Nord- und Westfassade massiv in Backstein, zweigeschossiger Eingangsrisalit; mit Nebengebäude - Begründung: geschichtlich, städtebaulich - Schutzumfang: Kate, Nebengebäude - Denkmaltyp: Bauliche Anlage | BW              |
| 31836          | Fernsichtweg 30 (54° 17′ 19″ N, 10° 14′ 15″ O)    | Pastorat                                                       | Pastorat; 1976, Architekten Hans Jungjohann, Diethelm Hoffmann; eineinhalbgeschossiger Baublock aus Leichtbeton mit Holz-EternitAufbau - Begründung: geschichtlich, künstlerisch, städtebaulich - Schutzumfang: gesamtes Objekt - Denkmaltyp: Bauliche Anlage, Sachgesamtheit: „Haus der Kirche“ | BW              |
| 31835          | Fernsichtweg 34 (54° 17′ 20″ N, 10° 14′ 17″ O)    | Gemeindehaus                                                   | Gemeindehaus; 1976, Architekten Hans Jungjohann, Diethelm Hoffmann; Baukörper auf rechteckigem Grundriss mit Flach- und Pultdächern, Sockelzone aus Sichtbeton, nahezu durchgehend verglaste Fassaden - Begründung: geschichtlich, künstlerisch, städtebaulich - Schutzumfang: gesamtes Objekt - Denkmaltyp: Bauliche Anlage, Sachgesamtheit: „Haus der Kirche“ | BW              |
| 5060           | Hellerkate (54° 15′ 14″ N, 10° 16′ 39″ O)         | ehem. Forsthaus                                                | ehem. Forsthaus; um 1800; eingeschossiger, langgestreckter Fachwerkbau in Traufenstellung mit reetgedecktem Halbwalmdach, mit Nebengebäude - Begründung: geschichtlich, Kulturlandschaft prägend - Schutzumfang: ehem. Forsthaus, Nebengebäude - Denkmaltyp: Bauliche Anlage | BW              |
| 8949 Wikidata  | Klausdorf (54° 17′ 34″ N, 10° 14′ 16″ O)          | Wasserwerk Schwentinetal: Maschinenhaus mit Motoren und Pumpen | Alteintragung (Aktualisierung vorgesehen) - Begründung: Alteintragung (Aktualisierung vorgesehen) - Schutzumfang: Alteintragung (Aktualisierung vorgesehen) - Denkmaltyp: Bauliche Anlage | Fotos hochladen |
| 10814 Wikidata | Klausdorf (54° 18′ 0″ N, 10° 13′ 55″ O)           | Schwentinetal: ehem. Wasseraufbereitungshaus                   | Alteintragung (Aktualisierung vorgesehen) - Begründung: Alteintragung (Aktualisierung vorgesehen) - Schutzumfang: Alteintragung (Aktualisierung vorgesehen) - Denkmaltyp: Bauliche Anlage | BW              |
| 5052 Wikidata  | Rastorfer Mühle 4 (54° 17′ 29″ N, 10° 14′ 26″ O)  | sog. Kleine Villa                                              | sog. Kleine Villa; um 1900; in Hanglage errichteter eingeschossiger Putzbau mit Drempel und rustiziertem Souterrain, Satteldächer mit Pfanneneindeckung, östl. zweigeschossiger Bauteil mit zum Hauptdach hin querliegendem Dach, Eingang pilastergerahmt und mit Dreiecksgiebel, Fensteröffnungen mit profilierter Rahmung - Begründung: geschichtlich, Kulturlandschaft prägend - Schutzumfang: gesamtes Objekt - Denkmaltyp: Bauliche Anlage, Sachgesamtheit: Rastorfer Mühle                                | Fotos hochladen |
| 5050 Wikidata  | Rastorfer Mühle 8 (54° 17′ 30″ N, 10° 14′ 18″ O)  | Howaldt’sche Villa                                             | Howaldt‘sche Villa; 1903; Wohnhaus des Kieler Ingenieurs Bernhard Howaldt, zweigeschossiger Putzbau auf unregelmäßigem Grundriss mit mehrteiliger Dachausführung unter Pfannen- und Schieferdeckung sowie gliedernden Zierelementen, wie Fachwerk, Schindelverkleidung und Knaggen, im Inneren Teile der ursprünglichen Ausstattung erhalten - Begründung: geschichtlich, künstlerisch, Kulturlandschaft prägend - Schutzumfang: gesamtes Objekt - Denkmaltyp: Bauliche Anlage, Sachgesamtheit: Rastorfer Mühle | Fotos hochladen |
| 8960 Wikidata  | Rastorfer Mühle 10 (54° 17′ 34″ N, 10° 14′ 15″ O) | Wasserkraftwerk Schwentine I                                   | Wasserkraftwerk Schwentine I; 1903–04, Ing. Bernhard Howaldt; auf hakenförmigem Grundriss über der an dieser Stelle kanalisierten und gestauten Schwentine errichteter Backsteinbau auf Bruchsteinsockel mit großer Bogengliederung, im Inneren Kaplan-Turbine und Generator der Fa. BBC, beides Baujahr 1936 und seitdem in Betrieb - Begründung: geschichtlich, technisch, Kulturlandschaft prägend - Schutzumfang: gesamtes Objekt - Denkmaltyp: Bauliche Anlage, Sachgesamtheit: Rastorfer Mühle            | Fotos hochladen |
| 24757 Wikidata | Rastorfer Mühle 10 (54° 17′ 35″ N, 10° 14′ 16″ O) | Wasserzulauf-Kanal                                             | Wasserzulauf-Kanal; 1903–04, Ing. Bernhard Howaldt; im Zusammenhang mit der Errichtung des Wasserkraftwerks I erfolgte Kanalisierung eines 196 m langen Schwentine-Abschnitts, Konstruktion mit seitlichen Schwergewichtsmauern und zwischengesetzter Betonsohle - Begründung: geschichtlich, technisch, Kulturlandschaft prägend - Schutzumfang: gesamtes Objekt - Denkmaltyp: Bauliche Anlage, Sachgesamtheit: Rastorfer Mühle                                                                                | Fotos hochladen |
| 24644 Wikidata | Rosenfelder Weg (54° 16′ 56″ N, 10° 15′ 44″ O)    | „Weiße Brücke“                                                 | Alteintragung (Aktualisierung vorgesehen) - Begründung: Alteintragung (Aktualisierung vorgesehen) - Schutzumfang: Alteintragung (Aktualisierung vorgesehen) - Denkmaltyp: Bauliche Anlage | Fotos hochladen |

## Gründenkmale
| Objekt-ID | Lage                                     | Offizielle Bezeichnung                              | Beschreibung | Bild                             |
| --------- | ---------------------------------------- | --------------------------------------------------- | --- | -------------------------------- |
| 41087     | Dorfplatz (54° 18′ 34″ N, 10° 12′ 56″ O) | Ehrenmalanlage für die Gefallenen beider Weltkriege | Ehrenmal; 1921/22; halbkreisförmige Anlage mit niedriger Einfriedung und Eingangspforte, Gedenkwand mit bogenförmigem Abschluss und eingetiefter Inschriftentafel mit den Namen der Gefallenen des Ersten Weltkriegs, später zusätzlich zwei Findlinge für die Toten des Zweiten Weltkriegs aufgestellt - Begründung: geschichtlich, künstlerisch, städtebaulich - Schutzumfang: Ehrenmalanlage für die Gefallenen beider Weltkriege, Gedenkstein für die Gefallenen des Ersten Weltkrieges, zwei Findlinge, Einfriedung, Eingangspforte - Denkmaltyp: Gründenkmal | BW                               |
| 41088     | Dorfplatz (54° 18′ 34″ N, 10° 12′ 56″ O) | Doppeleiche                                         | Schleswig-Holsteinische Doppeleiche; 1898 zum 50-jährigen Jubiläum der Schleswig-Holsteinischen Erhebung gepflanzt; mächtiger Solitär mit kleinem Gedenkstein, der im Fuß des Stammes eingewachsen ist - Begründung: geschichtlich, städtebaulich, Kulturlandschaft prägend - Schutzumfang: gesamtes Objekt - Denkmaltyp: Gründenkmal | weitere Fotos \| Fotos hochladen |